# Fazakas Péter
Fazakas Péter (Budapest, 1967. október 6. –) magyar filmrendező, forgatókönyvíró.

## Életpályája
1982-1986 között a Szilágyi Erzsébet Gimnázium tanulója volt. 1988-1995 között az Eötvös Loránd Tudományegyetem angol, történelem, általános és alkalmazott nyelvészet szakain szerzett diplomát. 1991-1995 között a Magyar Iparművészeti Egyetem audió-vizuális szakát is elvégezte. 
1986-ban a Katona József Színház díszítőjeként dolgozott. 1988-1995 között angol tanítással foglalkozott. 1996-1997 között az Akció Reklámügynökség szövegírója volt. 1997-1999 között a Skyfilm Stúdió rendezője volt. Televíziós sorozatok rendezésével is foglalkozik.

## Rendezői munkássága

### Játékfilmek
- Para (2008)
- A játszma (2022)
- Ma este gyilkolunk (2024)

### Tévéfilmek
- Szabadság – különjárat (2013)[3]
- Árulók (2017)[4]

### Sorozatok
- Társas játék (2013)
- Fapad (2014-2015)
- 200 első randi (2018–2019)
- Drága örökösök (2019–2020)

### Egyéb
- Mélylevegő (2012)
- Mindjárt meghalok (2003)
- Pockok (2003)

## Díjai és kitüntetései
- Magyar Filmdíj a legjobb rendezőnek (tévéfilm) – az Árulók című filmjéért (2018)